# أوليا ويلويتشي
أوليا ويلويتشي ويعرف أيضاً زيتون فلفيتشي، (الاسم العلمي:Olea welwitschii) هو نوع من الأشجار يتبع جنس الزيتون من فصيلة الزيتونية، نبات دائم الخضرة، ويمكن أن يصل ارتفاعه إلى 35 مترًا.
ينتشر عبر أجزاء من إفريقيا جنوب الصحراء الكبرى، من الكاميرون في الغرب إلى إثيوبيا وكينيا في الشرق، ومن الجنوب إلى أنغولا وزامبيا وموزمبيق.
وهو أحد أنواع أشجار الغابات، يمتد في الغابات المطيرة الاستوائية المنخفضة إلى الغابات الجبلية دائمة الخضرة.
يتم استخدامه محليًا وتجاريًا للأخشاب.
تم تسمية هذا النوع على إسم عالم النبات فردريك فلفيتش.